# Colubraria digitalis
Maculotriton serriale là một loài ốc biển, là động vật thân mềm chân bụng sống ở biển thuộc họ Colubrariidae.